# Musik i Tuilerieträdgården
Musik i Tuilerieträdgården (franska: La Musique aux Tuileries) är en oljemålning av den franske konstnären Édouard Manet från 1862. Den ställs växelvis ut på National Gallery i London och Hugh Lane Gallery i Dublin. Från 2019 inleds en sexårsperiod då den ska ställas ut i Dublin. 

## Motiv
Målningen visar ett sällskap från Paris borgerliga kulturelit som samlats för att lyssna på en konsert i Tuilerieträdgården. Sådana konserter hölls regelbundet i parken som låg utanför palatset Tuilerierna där Napoleon III residerade under det andra kejsardömet. Palatset var hopbyggt med Louvren och brann under Pariskommunen 1871. När det brandskadade palatset slutligen revs 1887 kunde man utöka Tuilerieträdgården till dagens storlek.
Det är främst målningens titeln som avslöjar vad för typ av begivenhet som folkhopen ska få uppleva eftersom inga musiker är synliga. Möjligen är det ett verk av kompositören Jacques Offenbach som ska uppföras, han är åtminstone avbildad i bildens högra del. Målningen var Manets första större verk som avbildade det samtida Paris.  

### Avbildade
Många av de avbildade personerna har identifierats som Manets familjemedlemmar, vänner, kollegor och kulturpersonligheter i Paris. Han har även målat in sig själv allra längst ut till vänster i bilden. Övriga som avporträtteras är från vänster:
- författaren Champfleury, till höger och bakom om Manet
- djurmålaren greve Albert de Balleroy (1828–1872), till höger och framför föregående
- konstnären Zacharie Astruc, till höger om föregående, sittande i skägg
- journalisten Aurélien Scholl, bakom föregående
- konstnären Henri Fantin-Latour, mellan föregående och trädstammen, har blicken riktad rakt fram mot betraktaren
- poeten Charles Baudelaire, syns i profil konversera Gautier, står framför trädstammen och bakom den vänstra kvinnan i förgrunden (madame Lesjosne)
- författaren Théophile Gautier, lutandes mot trädstammen i brun kostym och skägg
- madame Lesjosne, den vänstra av de två sittande kvinnorna i förgrunden, den beslöjade kvinnan är Jacques Offenbachs hustru
- konstnärens bror, Eugène Manet, är centralpersonen i bildutsnittet till höger om den främre trädstammen. Han har skägg, hög hatt och vita byxor.
- kompositören Jacques Offenbach, sitter med glasögon, mustasch och hög hatt framför en trästad till höger om föregående.
- målaren Charles Monginot står till höger om föregående. Han lyfter hatten för att hälsa på några sittande damer.

## Proveniens
Manet ställde ut verket 1863 på en soloutställning på Louis Martinets galleri i Paris. Den influerade flera av de yngre impressionisterna till att måla grupporträtt och samtidsskildringar i utomhusmiljö, till exempel Claude Monet (Frukost i det gröna) och Frédéric Bazille (Réunion de famille). Manet sålde målningen 1883 till operasångaren och konstsamlaren Jean-Baptiste Faure som 1898 sålde den vidare till konsthandlaren Paul Durand-Ruel. År 1903 inköptes den av konstsamlaren Hugh Lane som dog 1915 i en färjekatastrof då RMS Lusitania torpederades. På grund av oklarheter om hans testamente ställs målningen växelvis ut på National Gallery i London och Hugh Lane Gallery i Dublin.